# Collada de la Tronca
La Collada de la Tronca és una collada dels contraforts nord-orientals del Massís del Canigó, a 1.420,3 metres d'altitud, en el límit dels termes comunals d'Estoer i de Vallestàvia, tots dos a la comarca del Conflent (Catalunya del Nord).
Està situada al sud-oest del terme comunal de Vallestàvia i al sud-est del d'Estoer; és sota mateix, al sud-est, de la Tronca. És al sud-oest del poble de Vallestàvia, a llevant de la farga de la Molina, d'Estoer.